# Ружмон, Дени де
Дени́ де Ружмо́н (фр. Denis de Rougemont, 8 сентября 1906, Куве, кантон Нёвшатель — 6 декабря 1985, Женева) — швейцарский писатель, философ и общественный деятель. Лауреат премии Шиллера (1982).

## Биография
Сын пастора, предки получили дворянство в 1784 году. Учился в Невшательском университете, слушал курс психологии и занимался в семинаре Жана Пиаже. В 1930 перебрался в Париж, сблизился с представителями религиозного экзистенциализма (Г. Марсель) и христианского персонализма (Э. Мунье), активно сотрудничал с журналом последнего «Эспри», с журналом Ж. Полана «Нувель ревю франсез». Перевел труды Лютера, «Догматику» К. Барта. В обстановке идейного разброда и идеологического соблазна во Франции 1930-х годов вместе с единомышленниками — «нонконформистами тридцатых» — противостоял как Гитлеру, так и Сталину.

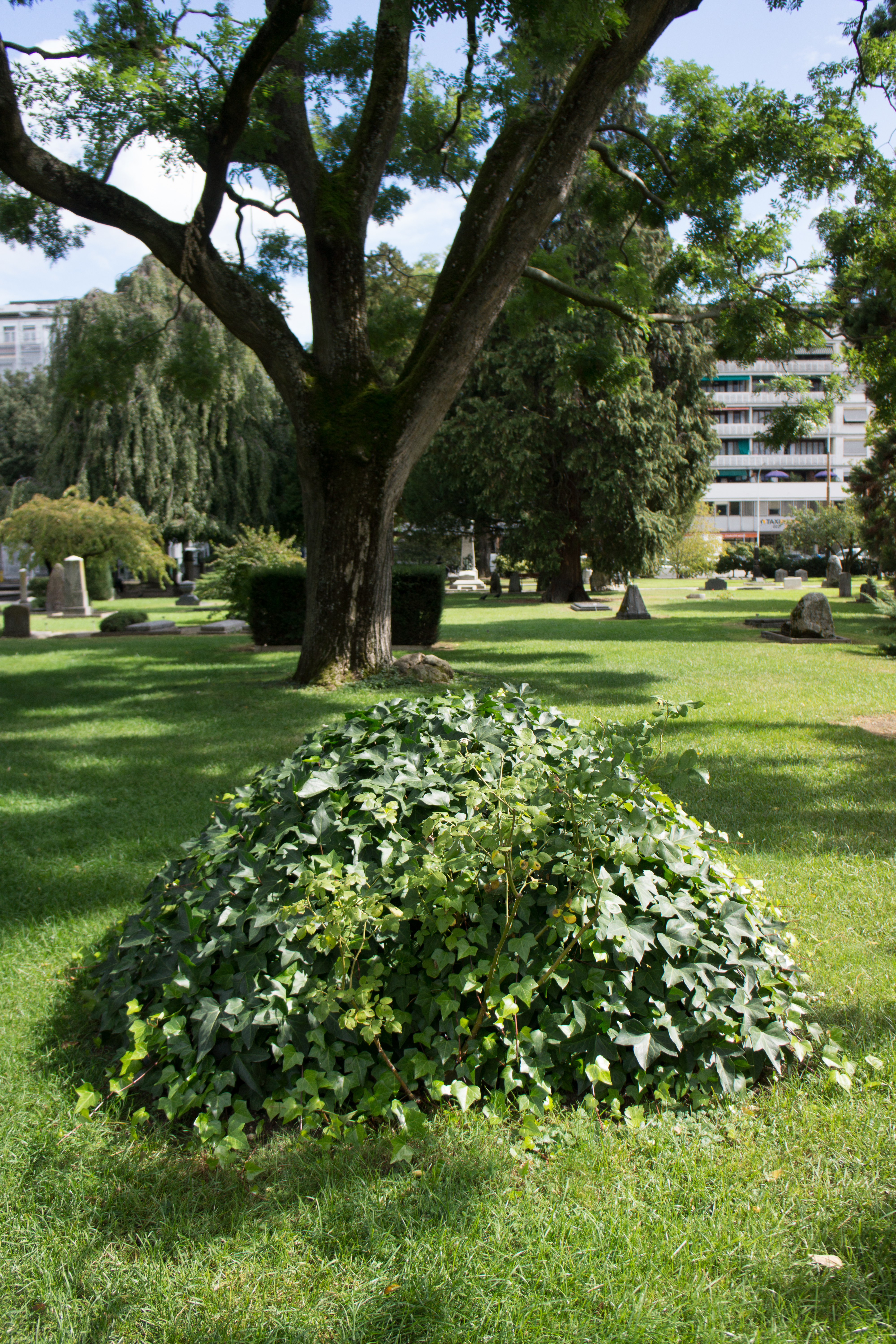
Могила Дени де Ружмона на Кладбище Королей в Женеве

В начале Второй мировой войны принимал участие в движении швейцарского Сопротивления. В 1940 переехал в США. Во время путешествия в Аргентину сблизился с кругом писательницы Виктории Окампо, познакомился с Борхесом. В США встречался с Сен-Жон Персом, М. Дюшаном, А. Бретоном, М. Эрнстом, А. Массоном, Б. Мартину, У. Х. Оденом и др. В 1946 опубликовал в Нью-Йорке «Письма об атомной бомбе» и вернулся в Европу. В борьбе с представлением об искусстве как выражении классовой борьбы стал одним из организаторов в 1950 Конгресса за свободу культуры, возглавил его в 1952 и занимал этот пост до 1966. Отстаивал принципы европейского федерализма, равноправного и заинтересованного диалога культур, активно участвовал в антивоенном и экологическом движении.

## Творчество
Наиболее известна книга Ружмона «Любовь и Западный мир» (1939), в которой европейский гуманизм связывается с идеей христианской любви и мифом о Тристане и Изольде. Моральная философия Ружмона развивает основные принципы персонализма, в политической философии он разрабатывал идеи единой Европы.

## Избранные труды
- Le Paysan du Danube/ Дунайский крестьянин (1932, путевые очерки 1926—1930, переизд.1982)
- Politique de la Personne/ Политика личности (1934, сб. эссе, расшир. изд. 1946)
- Penser avec les Mains/ Думать руками (1936, эссе, переизд. 1945, 1972)
- Journal d’un Intellectuel en chômage/ Дневник безработного интеллектуала (1937, переизд. 1945, 1995)
- Journal d’Allemagne/ Немецкий дневник (1938)
- L’Amour et l’Occident/ Любовь и Западный мир (1939, оконч. изд. 1972)
- Nicolas de Flue/ Николай из Флю (1939, либретто для оратории А. Онеггера о католическом святом XV в.)
- La Part du Diable/ Доля дьявола (1942, морально-религиозный трактат, переизд. 1944, 1945, 1946, 1982)
- Journal des deux Mondes/ Дневник Старого и Нового Света (1946, дневник 1939—1946)
- Personnes du Drame/ Участники драмы (1947, эссе о Лютере, Гёте, немецких романтиках, Кьеркегоре, Кафке и национал-социализме, переизд. 1945, 1946)
- L’Europe en jeu/ На кону Европа (1948)
- L’Aventure occidentale de l’Homme/ Перипетии человека в Западном мире (1957, переизд. 1972)
- Vingt-huit siècles d’Europe (1961, переизд. 1990)
- La Suisse ou l’Histoire d’un Peuple heureux/ Швейцария, или История счастливого народа (1965)
- Les Mythes de l’Amour/ Мифы о любви (1972, развитие книги «Любовь и Западный мир»)

## Сводные издания
- Ecrits sur l’Europe/ Edition établie et présentée par Christophe Calame. 2 volumes. Paris : La Différence, 1994

## Публикации на русском языке
- Любовь и Запад (главы из книги)// Новое литературное обозрение, 1998, № 31, с.52-72.